# Somebody Like You
«Somebody Like You» — песня в стиле кантри, записанная австралийским исполнителем кантри-музыки Китом Урбаном в соавторстве с Джоном Шанксом (John Shanks). Это первый сингл выпущенный в 2002 году из студийного альбома «Golden Road», а также пятый сингл выпущенный в Америке.

## Содержание
«Somebody Like You» с размером такта и музыкальным темпом около 112 ударов в минуту. В куплетах используются аккорды F-B♭-F-C-B♭-F, в припеве — F-Bb-F-B♭-Dm-Gm7, а вокал варьируется в диапазоне от F4 до F5.

## Видеоклип
Музыкальный видеоклип на песню был показан 7 августа 2002 года на канале Country Music Television. Он был снят Трейем Фэнджойем (Trey Fanjoy), который также снял видео на сингл «But for the Grace of God» в конце 2000 начала 2001 года. В клипе появилась бывшая подруга Урбана, Ники Тейлор (Niki Taylor).

## Позиции в чартах
В музыкальном чарте Hot Country Singles & Tracks (сегодня это Hot Country Songs) журнала Billboard, песня «Somebody Like You» достигла первой позиции 19 октября 2002 года и удерживалась там в течение шести недель, а сдавать свои позиции начала только после сорок первой недели нахождения в этом чарте. Она также достигла 23 места во всех жанрах чарта Billboard Hot 100.
В декабре 2009 года журнал Billboard назвал её «Песней-кантри номер один» первого десятилетия 21-го века.
| Чарт 2002 года                              | Наивысшая позиция |
| ------------------------------------------- | ----------------- |
| U.S. Billboard Hot Country Singles & Tracks | 1                 |
| U.S. Billboard Hot 100                      | 23                |